# Scammon
Scammon é uma cidade localizada no estado americano de Kansas, no Condado de Cherokee.

## Demografia
Segundo o censo americano de 2000, a sua população era de 496 habitantes.
Em 2006, foi estimada uma população de 472, um decréscimo de 24 (-4.8%).

## Geografia
De acordo com o United States Census Bureau tem uma área de
1,6 km², dos quais 1,6 km² cobertos por terra e 0,0 km² cobertos por água.

## Localidades na vizinhança
O diagrama seguinte representa as localidades num raio de 12 km ao redor de Scammon.